# Inspector Wexford
Reginald (Reg) Wexford is een personage dat de hoofdrol speelt in 24 romans en zeven verhalen van de Britse schrijfster Ruth Rendell. Hij is een Engelse politieman met de rang van hoofdinspecteur (chief inspector). Vrijwel alle romans en verhalen spelen zich af in de fictieve Engelse provinciestad Kingsmarkham in Sussex. Veel van de romans en verhalen zijn tussen 1987 en 2000 verfilmd voor televisie. 

## Hoofdpersoon Wexford
Wexford is een grote man van 1 meter 83, zwaargebouwd en met weinig haar. Hij heeft grijze ogen en een gezicht dat nooit echt knap is geweest. Hij heeft een lichte huid die in de zon snel verbrandt. Ruth Rendell heeft het zichzelf niet makkelijk gemaakt door Wexford in haar eerste roman vast te pinnen op een leeftijd van 52 jaar. Omdat hij als personage uiteindelijk bijna een halve eeuw zou meegaan, zag Rendell zich naderhand gedwongen Wexford nauwelijks te laten verouderen. Wie alle romans en verhalen achter elkaar leest zal dan ook bemerken dat de historische tijd veel sneller voortschrijdt dan Wexford zelf. In vrijwel alle romans en verhalen is Wexford een man van achter in de vijftig of voor in de zestig. Pas in de twee laatste romans van de reeks is Wexford met pensioen en verdiept hij zich alleen nog maar als onbezoldigd adviseur in enkele moordmysteries. Indien Rendell voor Wexford een normale tijdrekening had gehanteerd zou hij in de laatste roman de honderd al gepasseerd moeten zijn.
Vanwege zijn bedachtzaamheid en postuur hebben veel critici opgemerkt dat het personage Wexford duidelijke overeenkomsten vertoont met de door Georges Simenon bedachte Franse commissaris Maigret. In een interview heeft Rendell toegegeven dat Wexford aanvankelijk een amalgaam was van verschillende reeds bestaande detectives. “Ik creëerde hem door stukjes van andere detectives te mengen, iets van Maigret, iets van Father Brown. Toen ik een aantal boeken had geschreven, realiseerde ik me dat ik iets eigens van hem moest maken. Waarna hij geleidelijk gevoeliger werd, menselijker, ook meer betrokken raakte bij zijn gezin. Maar sommige sporen bleven, zoals dat Maigret-achtige. Hij leidt een rustig huiselijk leven, het is een grote, ogenschijnlijk trage man. Dat is ook karakteristiek voor Maigret.” Rendell heeft ook gezegd dat Wexford trekjes heeft van haar eigen vader. “Ik denk dat iedere vrouw die een goede relatie met haar vader had en die schrijft over een middelbaar, vaderlijk type, er onvermijdelijk iets van haar eigen vader in stopt.”
Wexford is al zijn hele werkzame leven politiebeambte. Hij heeft geen academische opleiding genoten maar door zelfstudie heeft hij heel wat culturele bagage vergaard en veel kennis opgedaan. Wexford kent zijn klassiekers wat betreft toneel (Shakespeare, Shaw, Brecht), Engelse literatuur (Chaucer, Boswell, Hardy) en muziek (Purcell, Mozart, Haydn). Hij is goed op de hoogte van de belangrijkste naoorlogse wetenschappelijke inzichten op het gebied van de seksuologie (Kinsey), is historisch onderlegd (Romeinse oudheid, Franse revolutie) en weet ook het nodige van de levende natuur (vlinders). Hij is echter de eerste om te erkennen dat er ook terreinen zijn waar hij weinig of niets van af weet (filosofie, paddenstoelen, computers). Hij is geen fervent televisiekijker en ook niet erg geïnteresseerd in sport. Tuinieren en doe-het-zelven zijn evenmin aan hem besteed. Wexford is niet gelovig (soms gaat hij om zijn vrouw een plezier te doen wel eens mee naar een kerkdienst) en hij heeft gematigd links-liberale opvattingen. Hij verafschuwt extremisme en staat wantrouwig tegenover mensen die hun politieke idealen opdringen aan anderen. Ook mensen die zich elitair of snobistisch gedragen en zich ver boven de massa verheven voelen hebben niet Wexfords sympathie. Hoewel hij zijn belezenheid niet onder stoelen of banken steekt, waakt Wexford ervoor zich op te stellen als een culturele snob. In zijn ambtsuitoefening gedraagt hij zich doorgaans neutraal en correct, ook jegens gesprekspartners die hem antipathiek zijn. Hij doet dit in de wetenschap dat zo'n houding meer informatie oplevert dan wanneer hij zich grof of autoritair opstelt. Toch kan Wexford zich niet altijd inhouden en besluit hij incidenteel tot het hanteren van de botte bijl.  
Wexford heeft een vrouw (Dora) en twee dochters (Sylvia en Sheila). Zijn vrouw bemoeit zich niet of nauwelijks met het werk van haar echtgenoot, al legt Wexford bepaalde aspecten van een zaak soms wel aan haar voor. De Wexfords hebben een traditioneel huwelijk met een traditionele rolverdeling. Wexford en zijn vrouw hebben elkaar leren kennen in de kustplaats Newquay in Cornwall, waar ze beiden in hetzelfde familiehotel een vakantie doorbrachten, hij in het gezelschap van zijn moeder en zij in het gezelschap van haar ouders en broer. Wexford was op dat moment al als detective sergeant werkzaam bij de politie in Kingsmarkham. Dora, die afkomstig is uit Hastings, is niet Wexfords eerste maar wel zijn grote liefde, met wie hij zich ook op latere leeftijd innig verbonden voelt. Soms ontstaat er weleens frictie tussen Wexford en zijn echtgenote, wat dan meestal terug te voeren is op de verstandhouding met hun beider dochters, tussen wie onderling een zekere naijver heerst. Oudste dochter Sylvia en haar echtgenoot Neil Fairfax hebben twee zoons (Robin en Ben). Het huwelijk van Sylvia en Neil loopt na enige jaren op de klippen, hoewel Neil nadien nog wel een dochter (Mary) bij Sylvia verwekt. In The babes in the wood (2002) heeft Sylvia een relatie met een man die haar mishandelt. Jongste dochter Sheila, die in Londen woont en furore maakt als actrice, is Wexfords favoriet, al doet hij alle moeite dat te verbergen. In Kissing the gunner's daughter (1992) heeft Sheila een relatie met een veelbelovende jonge schrijver die vanwege zijn arrogantie en onbeschoftheid bepaald niet in de smaak valt bij Wexford en Dora. Later begint Sheila een relatie met een collega, Paul Curzon, met wie ze twee dochters (Amulet en Anoushka) krijgt en waarmee ze zich uiteindelijk ook officieel in de echt laat verbinden.

## Overige personages
Wexfords voornaamste assistent is adjudant (detective superintendent) Michael George (Mike) Burden. Net als Wexford wordt ook Burden in de romans en verhalen nauwelijks ouder. Burden is ongeveer twintig jaar jonger dan Wexford en spreekt zijn superieur aanvankelijk aan als sir. Wexford spreekt Burden aan bij diens voornaam. In latere romans gaan Wexford en Burden als goede vrienden met elkaar om en wordt Wexford door Burden aangesproken als Reg. De wederzijdse vriendschap gaat uiteindelijk zelfs zover dat deze aanvoelt als familieverwantschap. Burden is wat puriteinser en conservatiever aangelegd dan Wexford. In A guilty thing surprised (1970), waarin Burden de leeftijd heeft van 36, staat hij bijvoorbeeld veel afwijzender tegenover de vrijgevochten levenshouding en seksuele moraal van een Nederlands au pair-meisje (Katja Doorn) dan Wexford. Waar Wexford voortdurend op zijn gewicht moet letten is Burden gezegend met een metabolisme dat hem nauwelijks beperkingen oplegt. In de vroege romans gaat Burden, net als Wexford, tijdens het werk gekleed in een pak. Gaandeweg gaat Burden zich echter wat informeler kleden dan Wexford. Vanwege zijn slanke postuur kan Burden ook op middelbare leeftijd nog een spijkerbroek dragen zonder een lachwekkend figuur te slaan.  In de eerste romans is Burden gelukkig getrouwd met een vrouw genaamd Jean. In No more dying then (1971) overlijdt Jean aan kanker waardoor Burden weduwnaar wordt. In latere romans hoopt Burden te hertrouwen met Grace, de zuster van zijn overleden vrouw die als een tweede moeder voor zijn tienerzoon (John) en tienerdochter (Pat) is. Grace trouwt echter met een ander en sticht een eigen gezin. In het verhaal When the wedding was over (1979) hertrouwt Burden met de zeven jaar jongere Jenny Ireland, wat opnieuw tot een zeer gelukkige echtverbintenis leidt. Jenny, die onderwijzeres is op een middelbare school, lijkt wat uiterlijk en karakter betreft op Burdens eerste vrouw.
Bij het oplossen van sommige moorden maakt Wexford dankbaar gebruik van informatie die wordt aangedragen door Len Crocker. Als forensisch arts verricht Crocker de lijkschouwingen van alle personen die in Kingsmarkham onder verdachte omstandigheden om het leven komen. Crockers rapporten geven Wexford houvast inzake de precieze doodsoorzaak en het tijdstip van overlijden. Een enkele maal moet lijkschouwing ook uitwijzen of er sporen zijn van seksuele gemeenschap of verkrachting. Wexford en Crocker beschouwen elkaar als vrienden en spelen soms op zondagmorgen een partijtje golf. In zijn hoedanigheid als huisarts (general practitioner) toont Crocker zich ook geïnteresseerd in Wexfords gezondheid. In enkele latere romans wordt Wexford bijgestaan door adjunct-inspecteur (detective sergeant) Hannah Goldsmith, wier extreme politieke correctheid Wexford soms irriteert. Ook blijkt die politieke correctheid contraproductief bij de oplossing van een moordzaak.

## Moordzaken
De misdaden waarmee Wexford en Burden te maken krijgen zijn veelal moordzaken. Voor het oplossen daarvan bewandelt het duo het geijkte pad van means, motive and opportunity. Dat betekent dat zij zich zowel een beeld van het slachtoffer proberen te vormen als van de mensen rondom het slachtoffer. Het speurwerk naar de oplossing begint meestal met een buurtonderzoek. Vaak blijkt dat omwonenden aanwijzingen kunnen verschaffen die later in het onderzoek van pas komen. Geleidelijk aan openbaart zich een complex web van spanningen en conflicten. Wexford en Burden hebben regelmatig overleg waarbij zij hun veronderstellingen over wat er kan zijn gebeurt aan elkaar voorleggen. Burden draaft naar Wexfords smaak soms te veel door en trekt vaak te snel conclusies, wat niet wegneemt dat Wexford het overleg met Burden zeer waardevol acht omdat het hem duidelijk maakt welke aspecten van een zaak nog beter doorgelicht moeten worden. Andersom verwijt Burden Wexford soms dat deze zich te veel laat leiden door zijn intuïtie. Wexford is uiteindelijk degene die de misdaad volledig doorgrondt en als eerste snapt hoe alle actoren in het web samenvallen. Achteraf moet Wexford meer dan eens concluderen dat aan een misdaad niet altijd een duidelijk motief ten grondslag ligt en dat ook waanzin of een ongelukkige samenloop van omstandigheden tot een moord kunnen leiden. Wexford zelf vat zijn werkwijze nuchter samen als to ask, to deduce, to conclude, and to catch.
Vooral in de latere Wexford-romans worden allerlei eigentijdse maatschappelijke problemen aangeroerd en misstanden benoemd, zoals huiselijk geweld, racisme, seksisme, leeftijdsdiscriminatie en sociale ongelijkheid. De roman End in tears (2005) heeft een plot rondom draagmoederschap. In The monster in the box (2009) weet Rendell een aantal problemen van de multiculturele samenleving te verknopen met een intrige over een psychopathische seriemoordenaar, die uiteindelijk zelf wordt vermoord. Deze zaak schept voor Wexford duidelijkheid in een aantal moordzaken waarmee hij eerder in zijn carrière te maken heeft gehad en die tot zijn grote frustratie altijd onopgelost zijn gebleven. Ook in A new lease of death (1967) wordt Wexford gedwongen zich opnieuw te buigen over een moordzaak waarbij hij in zijn jongere jaren reeds betrokken was. In The vault (2011) weet Wexford enkele moorden op te lossen die beschreven zijn in A sight for sore eyes (1998), een misdaadroman van Rendell die verder geheel los staat van de Wexford-reeks. In het verhaal When the wedding was over (1979) staat een historische moordzaak centraal, waarvoor in 1900 een inwoonster van Kingsmarkham tot de strop is veroordeeld. De vraag die Wexford krijgt voorgelegd is of een nieuwe reconstructie van deze moordzaak, die een andere dader aanwijst, eigenlijk wel klopt. Wexford ontdekt dat deze reconstructie gebaseerd is op een vervalste bron.
In enkele romans krijgt Wexford te maken met misdaden waarvan zijn directe familieleden het slachtoffer zijn. In Road rage (1997) wordt Wexfords echtgenote Dora gegijzeld door een groep extreme milieu-activisten die tegen de aanleg van een autosnelweg zijn. In The vault (2011) belandt Wexfords dochter Sylvia op de intensive care nadat ze is neergestoken door een gestoorde jongeman.   

## Wexford en Rendell
Dat Ruth Rendell tijdens het schrijven van haar debuutroman besloot om haar hoofdpersoon Wexford te noemen was omdat ze net in Noord-Ierland op vakantie was geweest en daar het graafschap Wexford had bezocht. Rendell heeft verschillende malen in haar carrière te kennen gegeven dat ze een beetje uitgekeken was geraakt op Wexford. "Ik wil met hem stoppen. Ik heb echt niet zo'n hechte relatie met hem als men denkt. Lezers vragen vaak of ik verliefd op hem ben, zoals dat meer schijnt te gebeuren met vrouwelijke schrijvers en hun helden. Maar ik zeg altijd: hij moet van míj houden. Kijk eens wat ik voor hem heb gedaan!" Om niet vervreemd van Wexford te raken besloot Rendell op zeker moment om hem "wat vrijzinniger en meer belezen" te maken. Uiteindelijk heeft ze Wexford nooit vaarwel gezegd. Waar het voor Rendell soms een uitdaging was om zich in te leven in de wanen en obsessies van de hoofdpersonen uit haar psychologische thrillers, kostte het haar geen enkele moeite zich in Wexford te verplaatsen: "Wexford denkt over de meeste dingen in het leven hetzelfde als ik, dus is het gemakkelijk om zijn gedachten op papier te zetten."

## Kingsmarkham en omgeving
Nagenoeg alle Wexford-romans en verhalen spelen zich af in de fictieve provinciestad Kingsmarkham in het Zuid-Engelse graafschap Sussex. De romans Murder being once done (1972) en The vault (2011) hebben Londen als decor en het verhaal Achilles heel (1979) speelt zich af aan de Dalmatische kust in het toenmalige Joegoslavië. In het eerste deel van de roman The speaker of Mandarin (1983) bevindt Wexford zich in China, waarna Rendell de handeling toch weer naar het vertrouwde Kingsmarkham verplaatst. 
Kingsmarkham is een stad die eind jaren zestig ongeveer 12.000 inwoners telt en nadien flink is gegroeid, waardoor het landelijke en open karakter steeds meer is verdwenen. De stad heeft een treinstation, waardoor het over een goede verbinding met Londen beschikt. Grote delen van het grondgebied van de gemeente behoorden ooit tot een landgoed van het Normandische riddergeslacht Saint Dieu. Aan dat landgoed herinnert alleen nog een vroegnegentiende-eeuws landhuis genaamd Sundays (een verbastering van Saint Dieu) waarvan de landerijen geslonken zijn tot de omvang van een park. In de gemeente Kingsmarkham staan nog enkele negentiende-eeuwse landhuizen, vaak gebouwd in een eclectische stijl die Wexford niet bijzonder behaagt. De meeste van die landhuizen worden niet meer particulier bewoond maar zijn getransformeerd tot bejaardenoorden, verpleegtehuizen en onderwijsinstellingen. Dwars door Kingsmarkham stroomt een kleine meanderende rivier, de Kingsbrook, die na hevige regenval flink kan opzwellen. De moderne tijden zijn niet ongemerkt aan Kingsmarkham voorbijgegaan. De stad kent veel naoorlogse lelijkheid, waaronder flatgebouwen, een overdekt winkelcentrum, een gokhal en het politiebureau van waaruit Wexford opereert. Dat politiebureau is een modernistisch en zielloos bouwsel van beton, staal en glas. Wexford ontvlucht het gebouw vaak om met Burden te gaan lunchen in de Olive and Dove, een traditionele Engelse pub in het centrum van Kingsmarkham. In deze pub trekken Wexford en Burden zich terug in een knus hoekje met maar drie tafeltjes, dat zij min of meer als hun eigen heiligdom beschouwen. De Olive and Dove heeft ook een buitenterras, dat gelegen is langs de Kingsbrook. Stroomafwaarts aan die rivier, ongeveer 25 kilometer verwijderd van Kingsmarkham, ligt de fictieve universiteitsstad Myringham. Verschillende inwoners van Kingsmarkham zijn werkzaam in het grotere Myringham. Kleinere steden in de omgeving van Kingsmarkham zijn Stowerton in het noorden, Sewingbury in het noordoosten en Pomfret in het zuiden. Stowerton, waar zich in vroeger dagen een kalksteenmijn bevond, is in enkele decennia nagenoeg aan Kingsmarkham vastgegroeid. Pomfret is de geboorteplaats van Wexford. Verspreid in de omgeving liggen nog dorpen en gehuchten als Forby, Flagford, Clusterwell en Stringfield. Forby trekt wat toeristen omdat een reisgids ooit beweerd heeft dat het het op vier na mooiste dorp van Engeland zou zijn. Tussen Kingsmarkham en alle omliggende steden en dorpen bestaan busverbindingen. De jurisdictie van het politiebureau van Kingsmarkham strekt zich ook uit tot de genoemde omliggende steden en dorpen. 
Kingsmarkham heeft een drukke High Street, waar zich in de spitsuren veel autoverkeer doorheen perst. De stad heeft duidelijk een regiofunctie want behalve veel winkels en een politiebureau heeft Kingsmarkham ook een bureau jeugdzorg en een ziekenhuis. Kingsmarkham mag dan geen grote stad zijn, de sociale tegenstellingen zijn dat wel. De kapitaalkrachtige inwoners hebben zich verschanst in grote jaren dertig villa’s aan de zogenaamde goudkust van Kingsmarkham (Plougham's Lane), terwijl de armste inwoners bijeenhokken in galerijflats waarvan de muren zo dun zijn als karton. Veel van de moderne gebouwen en voorzieningen die Kingsmarkham in de jaren zestig en zeventig heeft gekregen staan er enkele decennia later al verloederd en verwaarloosd bij. In het overdekte winkelcentrum Kingsbrook zijn jeugdbendes actief en ruikt het naar urine en marihuana. Het politiebureau is dringend toe aan renovatie. Ook de oprukkende commercie heeft Kingsmarkham geen goed gedaan. Zo is de tropische kas van de Broadbridge botanische tuin getransformeerd tot brasserie en is het arboretum grotendeels veranderd in een speeltuin.

## Romans en verhalen
| Engelse titel (jaar van publicatie)                                                  | omvang  | Nederlandse titel (jaar van publicatie)                                                                       | verfilmd voor televisie              |
| ------------------------------------------------------------------------------------ | ------- | --- | ------------------------------------ |
| From Doon with death (1964)                                                          | roman   | Uit de sleur (1972)                                                                                           | From Doon with death (1991)          |
| A new lease of death (1967) (Verenigde Staten: Sins of the fathers)                  | roman   | Dodelijke erfenis (1972) / Inspecteur Wexford en de verjaarde moord (1984)                                    | A new lease of death (1991)          |
| Wolf to the slaughter (1967)                                                         | roman   | Het tweede levenslicht (1972)                                                                                 | Wolf to the slaughter (1987)         |
| The best man to die (1969)                                                           | roman   | Geknipt voor lijk (1972)                                                                                      | The best man to die (1990)           |
| A guilty thing surprised (1970)                                                      | roman   | Inspecteur Wexford en de 'Nachtegaaltjes' (1985) / Ziende tussen de blinden (2001) / De nachtegaaltjes (2001) | A guilty thing surprised (1988)      |
| No more dying then (1971)                                                            | roman   | Vermist (1973)                                                                                                | No more dying then (1989)            |
| Murder being once done (1972)                                                        | roman   | Huiswerk voor een speurder (1973)                                                                             | Murder being once done (1991)        |
| Some lie and some die (1973)                                                         | roman   | Festivalmoord (1974) / Inspecteur Wexford en de moord op het popfestival (1984)                               | Some lie and some die (1990)         |
| Shake hands forever (1975)                                                           | roman   | Een vreemde vrouw (1976) / Inspecteur Wexford en de mysterieuze handafdruk (1984)                             | nee                                  |
| A sleeping life (1978)                                                               | roman   | Verborgen leven (1979)                                                                                        | nee                                  |
| Means of evil. In: Means of evil and other stories (1979)                            | verhaal | Wie kwaad doet... In: Wie kwaad doet en andere verhalen (1980)                                                | Means of evil (1991)                 |
| Old wives tales. In: Means of evil and other stories (1979)                          | verhaal | Bakerpraatjes. In: Wie kwaad doet en andere verhalen (1980)                                                   | nee                                  |
| Ginger and the Kingsmarkham chalk circle. In: Means of evil and other stories (1979) | verhaal | Ginger en de krijtkring van Kingsmarkham. In: Wie kwaad doet en andere verhalen (1980)                        | No crying he makes (1988)            |
| Achilles heel. In: Means of evil and other stories (1979)                            | verhaal | De achilleshiel. In: Wie kwaad doet en andere verhalen (1980)                                                 | Achilles heel (1991)                 |
| When the wedding was over. In: Means of evil and other stories (1979)                | verhaal | Na de bruiloft... In: Wie kwaad doet en andere verhalen (1980)                                                | Means of evil (1991)                 |
| Put on by cunning (1981) (Verenigde Staten: Death notes)                             | roman   | Valse harmonie (1982)                                                                                         | Put on by cunning (1990)             |
| The speaker of Mandarin (1983) (Verenigde Staten: Speaker of Mandarin)               | roman   | Inspecteur Wexford en het Mandarijn-mysterie (1983)                                                           | The speaker of Mandarin (1992)       |
| An unkindness of ravens (1985)                                                       | roman   | De raven (1986)                                                                                               | An unkindness of ravens (1990)       |
| The veiled one (1988)                                                                | roman   | De vrouw met de sluier (1990)                                                                                 | The veiled one (1989)                |
| An unwanted woman. In: The copper peacock and other stories (1991)                   | verhaal | De overbodige vrouw. In: De kattenkoningin en andere verhalen (1993)                                          | An unwanted woman (1992)             |
| Kissing the gunner's daughter (1992)                                                 | roman   | De erfgename (1993)                                                                                           | Kissing the gunner's daughter (1992) |
| Simisola (1994)                                                                      | roman   | Simisola (1995)                                                                                               | Simisola (1996)                      |
| Blood lines. In: Blood lines: long and short stories (1995)                          | novelle | Bloedbanden. In: De man die de god van de liefde was en andere verhalen (1996)                                | nee                                  |
| Road rage (1997)                                                                     | roman   | Losprijs (1998)                                                                                               | Road rage (1998)                     |
| Harm done (1999)                                                                     | roman   | Vermoorde onschuld (2000)                                                                                     | Harm done (2000)                     |
| The babes in the wood (2002)                                                         | roman   | Zielsverduistering (2002)                                                                                     | nee                                  |
| End in tears (2005)                                                                  | roman   | Lotsverbintenis (2005)                                                                                        | nee                                  |
| Not in the flesh (2007)                                                              | roman   | De fruitplukker (2007)                                                                                        | nee                                  |
| The monster in the box (2009)                                                        | roman   | Slapende honden (2011)                                                                                        | nee                                  |
| The vault (2011)                                                                     | roman   | De grafkelder (2013)                                                                                          | nee                                  |
| No man's nightingale (2013)                                                          | roman   | Heb uw naaste lief (2014)                                                                                     | nee                                  |

## Nederlandse uitgevers, vertalers en receptie
Alle Wexford-romans en verhalen zijn verschenen in Nederlandse vertaling. Zo’n dertig jaar lang was Het Spectrum (Utrecht) de Nederlandse uitgeverij van Rendell. De eerste twaalf Wexford-romans zijn verschenen in de zeer betaalbare en populaire Prisma-detectivereeks van Het Spectrum. In 1986 werd Het Spectrum, dat onderdeel was van uitgeefconcern VNU, verzelfstandigd. De Prisma-detectivereeks werd beëindigd, waarmee een einde kwam aan de praktijk om nieuwe afleveringen uit de Wexford-reeks onmiddellijk uit te brengen als goedkope pocket. Van de in totaal achttien Wexford-romans die bij Het Spectrum verschenen werden er negen herdrukt in zogenaamde Ruth Rendell-omnibussen. In september 1999 werd Het Spectrum onderdeel van de boekendivisie van het uitgeefconcern PCM. Dat besloot in 2002 alle misdaadauteurs uit Het Spectrum-fonds, waaronder Rendell, over te hevelen naar het Bruna-fonds. Zodoende zijn de zes laatste Wexford-romans in Nederlandse vertaling verschenen bij A.W. Bruna Uitgevers. Sinds januari 2010 is A.W. Bruna Uitgevers een onderdeel van WPG Uitgevers. Goedkope heruitgaven van diverse Wexford-titels verschenen tussen 1996 en 2001 in de pocketreeksen Rainbow Crime en Sirene van uitgeverij Maarten Muntinga en tussen 2002 en 2012 in de pocketreeks Zwarte Beertjes van A.W. Bruna Uitgevers. 
Vertalers met drie of meer Wexford-titels achter hun naam zijn N.M. Brink-Wessels, Rogier van Kappel en het echtpaar Hugo Kuipers (1953-2013) en Nienke Kuipers-Klaver. Andere vertalers van Wexford zijn onder andere Titia Wietske Rutten-Kooistra (1913-1992), Henja Schneider en Joke de Vries.
De eerste titels in de Wexford-reeks werden in Nederland weliswaar waarderend ontvangen maar toch vooral afgedaan als klassieke speudersromans in de traditie van Agatha Christie. De Nederlandse misdaadschrijver René Appel kwalificeerde de Wexford-romans als “formuleboeken” die door een flexibele toepassing van die formule niettemin gevarieerd waren. De psychologische thrillers over verknipte en psychopathische moordenaars (whydunnits) die Rendell eveneens schreef, oogstten in de regel meer waardering dan de whodunnits rondom de figuur van Wexford. Vanaf An Unkindness of ravens (1985) steeg echter de appreciatie voor de Wexford-romans vanwege de eigentijdse kwesties die Rendell door haar verhalen was begonnen te vlechten, waardoor deze speurdersromans steeds verder uit de voetsporen van Agatha Christie verwijderd raakten. Ook het gegeven dat Wexford als romanfiguur open stond voor andersdenkenden en tegengeluiden in de samenleving, wist veel recensenten te behagen. Bas Heijne prees de roman Kissing the gunner’s daughter (1992) als een verhaal “vol verrassende wendingen” en “zorgvuldig [uitgezette] valse sporen” met een “geloofwaardige ontknoping”. Wexford is volgens Heijne “een filosoferende en citerende inspecteur die zich gewapend met veel levenservaring en mededogen een weg baant naar de ontknoping”. Wat recensenten eveneens beviel was dat Rendell met het fictieve stadje Kingsmarkham een decor gecreëerd had dat allerlei sociaal-maatschappelijke veranderingen reflecteerde en dat steeds meer uitgroeide “tot een pijnlijk symbool van het hedendaagse, afgetakelde Engeland.”

## Televisieserie
In de televisieserie wordt de rol van Wexford gespeeld door de Engelse acteur George Baker en wordt Burden vertolkt door Christopher Ravenscroft. Actrice Louie Ramsay speelt de rol van Wexfords echtgenote Dora. Ruth Rendell heeft zich actief met de verfilmingen bemoeid. Ze was zeer te spreken over de acteurs die Wexford en Burden vertolkten en heeft verklaard dat zij bij het schrijven van latere titels in de reeks de genoemde acteurs duidelijk voor ogen heeft gehad. Bij het overlijden van George Baker, in 2011, merkte Rendell op dat zijn acteursprestaties ervoor hadden gezorgd dat mensen bij de naam Wexford eerder dachten aan de fictieve hoofdinspecteur dan aan het Noord-Ierse graafschap waarnaar hij was vernoemd. De meeste Wexford-titels werden verfilmd als zogenaamde miniseries van twee, drie of vier afleveringen. Zes Wexford-titels werden als enkelvoudige aflevering verfilmd, waarvan een aantal oorspronkelijk bedoeld was om rond de kerstdagen te worden uitgezonden. De twintig Wexford-titels die tussen 1987 en 1992 werden verfilmd zijn naderhand uitgebracht op VHS-videocassette. De drie laatste, tussen 1996 en 2000 verfilmde Wexford-titels zijn naderhand verschenen op DVD.
| titel van aflevering          | uitzenddatum UK (ITV)                  | Nederlandse titel                 | uitzenddatum Nederland (KRO)      | Vlaamse titel           | uitzenddatum Vlaanderen (BRTN)      |
| ----------------------------- | -------------------------------------- | --------------------------------- | --------------------------------- | ----------------------- | ----------------------------------- |
| Wolf to the slaughter         | 2, 9, 16 en 23 augustus 1987           | De verdwijning van Anita Margolis | 16 en 23 juni 1989                | niet bekend             | 12, 13, 19 en 20 augustus 1991      |
| A guilty thing surprised      | 19 en 26 juni, 3 juli 1988             | De moord op Elizabeth Nightingale | 24 november, 1 december 1989      | niet bekend             | ????                                |
| Shake hands forever           | 23 en 30 september, 7 oktober 1988     | niet in Nederland uitgezonden     | niet in Nederland uitgezonden     | Inpakken en wegwezen    | 26 en 27 augustus, 2 september 1991 |
| No crying he makes            | 23 december 1988                       | niet in Nederland uitgezonden     | niet in Nederland uitgezonden     | Kerstkinderen           | 24 december 1991                    |
| No more dying then            | 22 en 29 oktober, 5 november 1989      | niet in Nederland uitgezonden     | niet in Nederland uitgezonden     | De vermisten            | 11, 18 en 25 juni 1991              |
| A sleeping life               | 12, 19 en 26 november 1989             | niet in Nederland uitgezonden     | niet in Nederland uitgezonden     | Leven op een laag pitje | 9, 16 en 23 september 1991          |
| The veiled one                | 17 december 1989                       | niet in Nederland uitgezonden     | niet in Nederland uitgezonden     | De gesluierde           | 2 november 1991                     |
| Some lie and some die         | 30 september, 7 en 14 oktober 1990     | Fatale leugens                    | 17 en 24 februari, 3 maart 1991   | niet bekend             | 23 en 30 juli, 6 augustus 1991      |
| The best man to die           | 21 en 28 oktober, 4 november 1990      | De getuige moest sterven          | 10, 17 en 24 maart 1991           | niet bekend             | 2, 9 en 16 juli 1991                |
| An unkindness of ravens       | 11 en 18 november 1990                 | De raven                          | 7 en 14 april 1991                | niet bekend             | 28 mei en 4 juni 1991               |
| Put on by cunning             | 24 december 1990                       | Valse harmonie                    | 18 december 1991                  | niet bekend             | 5 september 1992                    |
| A new lease of death          | 29 september, 6 en 13 oktober 1991     | Het tweede levenslied             | 28 maart, 5 en 12 april 1992      | Dodelijke erfenis       | 9, 16 en 23 november 1992           |
| Murder being once done        | 20 en 27 oktober, 3 november 1991      | Moorddadige oplossing             | 19 en 26 april, 3 mei 1992        | niet bekend             | 30 november, 7 en 14 december 1992  |
| From Doon with death          | 10 en 17 november 1991                 | Uit de sleur                      | 10 en 17 mei 1992                 | Vriendinnen in de dood  | 11 en 18 januari 1993               |
| Means of evil                 | 24 november 1991                       | niet in Nederland uitgezonden     | niet in Nederland uitgezonden     | Voedsel vol venijn      | 26 oktober 1992                     |
| Achilles heel                 | 26 december 1991                       | Achilleshiel                      | 7 juni 1992                       | De achilleshiel         | 19 september 1992                   |
| The speaker of Mandarin       | 27 september, 4 en 11 oktober 1992     | Codewoord: Mandarijn              | 29 januari, 5 en 12 februari 1993 | niet bekend             | ???                                 |
| The mouse in the corner       | 18 en 25 oktober 1992                  | Familiegeheimen                   | 19 en 26 februari 1993            | niet bekend             | ??                                  |
| An unwanted woman             | 1 en 8 november 1992                   | Een vrouw alleen                  | 25 april en 2 mei 1993            | niet bekend             | ??                                  |
| Kissing the gunner's daughter | 15, 22 en 29 november, 5 december 1992 | Moord op Tancred House            | 9, 16, 23 en 30 mei 1993          | niet bekend             | ????                                |
| Simisola                      | 26 januari, 2 en 9 februari 1996       | Simisola                          | 8, 15 en 22 september 1996        | niet bekend             | ???                                 |
| Road rage                     | 8 en 9 november 1998                   | Road rage                         | 20 en 27 september 1998           | niet bekend             | ??                                  |
| Harm done                     | 11 oktober 2000                        | Harm done                         | 2 juni 2002                       | niet bekend             | ?                                   |